# Pépon (juriste)
Pepo (ou Pépon, en italien Pepone) est l'un des promoteurs de la redécouverte du droit romain (le Corpus juris civilis) en Italie à la fin du XIe siècle. 

## Biographie
Il est signalé comme « avocat » (causidicus) en 1072, et comme « docteur ès lois » (legis doctor) au plaid de Marturi en 1076. Prédécesseur d'Irnerius, il est présenté par les maîtres postérieurs de l'Université de Bologne (Azon, Odofrède) comme le fondateur de l'enseignement du droit romain dans cette ville. Selon Azon, il avait conservé une notoriété bien moindre qu'Irnerius parce qu'il n'avait laissé aucun ouvrage écrit. Sa carrière est liée à la réapparition à l'époque en Italie du Digeste (recueil des opinions et sentences des juristes romains), une des parties constitutives du Corpus Juris Civilis de l'empereur Justinien : cité pour la dernière fois par le pape Grégoire Ier en 603, il réapparaît ensuite dans la documentation lors du plaid de Marturi (actuel Poggibonsi) en mars 1076, auquel assiste Pépon comme legis doctor (référence est faite au cours de ce plaid à une opinion d'Ulpien). Cette réémergence est liée aux recherches effectuées par les clercs de l'époque pour étayer la « réforme grégorienne » de l'Église.
Bien qu'apparemment assez oublié à Bologne dans les générations suivantes, Pépon eut une renommée assez durable dans le reste de l'Occident. Raoul le Noir, qui écrivit à Paris, dans les années 1180, un traité intitulé Moralia regum, y cite plusieurs fois et y célèbre Pépon comme l'instigateur du renouveau du droit romain en Occident. Il mentionne notamment un épisode révélateur : lors d'un plaid tenu en Lombardie, entre 1081 et 1084, par l'empereur Henri IV, Pépon prend place auprès du souverain ; alors qu'une affaire de meurtre de serf va être tranchée en se référant à l'Édit de Rothari (code de lois des anciens Lombards, qui prévoit, selon la coutume germanique, un barème de peines pécuniaires dans ce genre d'affaire), Pépon intervient et dénonce comme contraire au « droit naturel » le principe du recours à des peines pécuniaires dans des cas d'homicide ; il réclame, même pour le meurtre d'un serf, la loi du talion, et l'empereur lui donne raison. Raoul le Noir y voit un modèle éclatant de substitution du droit romain à un droit barbare, bien que la référence à la loi du talion vienne plus sûrement de l'Ancien Testament et de théologiens chrétiens comme Isidore de Séville. Pépon apparaît surtout ici comme un des canonistes-théologiens militants de la « réforme grégorienne », qui combattaient les lois d'origine germanique et assimilaient le « droit naturel » à la loi mosaïque.
Pépon était peut-être un homme d'Église. On a même avancé l'hypothèse qu'après ce plaid, en 1085, il aurait été nommé par l'empereur évêque schismatique de Bologne. 